# Liga Mexicana de Béisbol 1975
La Temporada 1975 de la Liga Mexicana de Béisbol fue la edición número 51. Para esta temporada el número de equipos se mantuvo en 16 pero hubo dos cambios de sede, el equipo de los Broncos de Reynosa se convierte en los Cardenales de Tabasco  y los Rojos del Águila de Veracruz pasan a ser los Rieleros de Aguascalientes, ambos equipos debutaban en la liga. Los Algodoneros de Unión Laguna cambian de sede de Gómez Palacio, Durango a Torreón,  Coahuila; por lo que dejan de jugar en el Estadio Rosa Laguna y comienzan a jugar en el Estadio Mecano. Los equipos continúan divididos en la Zona Norte y Zona Sur, a su vez se subdividen en la división este y oeste con cuatro equipos cada una.
En la Serie Final los Alijadores de Tampico obtuvieron el tercer campeonato de su historia al derrotar en 5 juegos a los Cafeteros de Córdoba. El mánager campeón fue Benjamín "Papelero" Valenzuela.

## Equipos participantes
| Liga Mexicana de Béisbol 1975 |          |                             |           |                                      |                          |             |
| Zona                          | División | Equipo                      | Fundación | Ciudad                               | Estadio                  | Capacidad   |
| Norte                         | Este     | Alijadores de Tampico       | 1937      | Tampico, Tamaulipas                  | Alijadores               | 7,000       |
| Norte                         | Este     | Bravos de Reynosa           | 1963      | Reynosa, Tamaulipas                  | Adolfo López Mateos      | 10,000      |
| Norte                         | Este     | Mineros de Coahuila         | 1974      | Monclova, Coahuila Sabinas, Coahuila | Monclova Sabinas         | 8,500 4,000 |
| Norte                         | Este     | Sultanes de Monterrey       | 1939      | Monterrey, Nuevo León                | Cuauhtémoc               | 8,000       |
| Norte                         | Oeste    | Algodoneros de Unión Laguna | 1940      | Torreón, Coahuila                    | Mecano                   | 16,000      |
| Norte                         | Oeste    | Dorados de Chihuahua        | 1936      | Chihuahua, Chihuahua                 | Manuel L. Almanza        | 8,000       |
| Norte                         | Oeste    | Indios de Ciudad Juárez     | 1936      | Ciudad Juárez, Chihuahua             | Cruz Blanca              | 5,000       |
| Norte                         | Oeste    | Saraperos de Saltillo       | 1970      | Saltillo, Coahuila                   | Francisco I. Madero      | 16,000      |
| Sur                           | Este     | Cafeteros de Córdoba        | 1934      | Córdoba, Veracruz                    | "Beisborama"             | 12,000      |
| Sur                           | Este     | Cardenales de Tabasco       | 1975      | Villahermosa, Tabasco                | Centenario 27 de Febrero | 8,500       |
| Sur                           | Este     | Diablos Rojos del México    | 1940      | México, D. F.                        | Seguro Social            | 25,000      |
| Sur                           | Este     | Petroleros de Poza Rica     | 1958      | Poza Rica, Veracruz                  | Heriberto Jara Corona    | 10,000      |
| Sur                           | Oeste    | Charros de Jalisco          | 1946      | Guadalajara, Jalisco                 | Tecnológico de la UDG    | 4,000       |
| Sur                           | Oeste    | Pericos de Puebla           | 1938      | Puebla, Puebla                       | Hermanos Serdán          | 12,112      |
| Sur                           | Oeste    | Rieleros de Aguascalientes  | 1975      | Aguascalientes, Aguascalientes       | Alberto Romo Chávez      | 6,494       |
| Sur                           | Oeste    | Tigres Capitalinos          | 1955      | México, D. F.                        | Seguro Social            | 25,000      |

## Posiciones
| Zona Norte     | Zona Norte    | Zona Norte    | Zona Norte    | Zona Norte    |
| División Este  | División Este | División Este | División Este | División Este |
| Equipo         | JG            | JP            | PCT           | JV            |
| -------------- | ------------- | ------------- | ------------- | ------------- |
| Tampico        | 73            | 62            | .541          | -             |
| Monterrey      | 64            | 73            | .467          | 10.0          |
| Reynosa        | 58            | 75            | .436          | 14.0          |
| Coahuila       | 57            | 77            | .425          | 15.5          |
| División Oeste |               |               |               |               |
| Equipo         | JG            | JP            | PCT           | JV            |
| Saltillo       | 81            | 55            | .596          | -             |
| Unión Laguna   | 68            | 70            | .493          | 14.0          |
| Chihuahua      | 66            | 69            | .489          | 14.5          |
| Ciudad Juárez  | 58            | 80            | .420          | 24.0          |

| Zona Sur       | Zona Sur      | Zona Sur      | Zona Sur      | Zona Sur      |
| División Este  | División Este | División Este | División Este | División Este |
| Equipo         | JG            | JP            | PCT           | JV            |
| -------------- | ------------- | ------------- | ------------- | ------------- |
| Córdoba        | 87            | 47            | .649          | -             |
| México         | 80            | 57            | .584          | 8.5           |
| Poza Rica      | 68            | 67            | .504          | 19.5          |
| Tabasco        | 56            | 76            | .424          | 30.0          |
| División Oeste |               |               |               |               |
| Equipo         | JG            | JP            | PCT           | JV            |
| Puebla         | 80            | 58            | .580          | -             |
| Jalisco        | 73            | 61            | .545          | 5.0           |
| Tigres         | 64            | 72            | .471          | 15.0          |
| Aguascalientes | 51            | 85            | .375          | 28.0          |

| Clasificado a los playoffs |

## Play-offs
|  | Primer Play off | Primer Play off |         |   | Finales de zona | Finales de zona |  |  | Serie Final | Serie Final |
|  |                 |                 |         |   |                 |                 |  |  |             |             |
|  |                 |                 |         |   |                 |                 |  |  |             |             |
|  |                 |                 |         |   |                 |                 |  |  |             |             |
|  |                 |                 |         |   |                 |                 |  |  |             |             |
|  | Unión Laguna    | 2               |         |   |                 |                 |  |  |             |             |
|  | Unión Laguna    | 2               |         |   |                 |                 |  |  |             |             |
|  | Tampico         | 4               |         |   |                 |                 |  |  |             |             |
|  | Tampico         | 4               | Tampico | 4 |                 |                 |  |  |             |             |
|  | Zona Norte      |                 | Tampico | 4 |                 |                 |  |  |             |             |
|  |                 | Monterrey       | 3       |   |                 |                 |  |  |             |             |
|  | Monterrey       | Monterrey       | 3       | 4 |                 |                 |  |  |             |             |
|  | Monterrey       |                 |         | 4 |                 |                 |  |  |             |             |
|  | Saltillo        | 3               |         |   |                 |                 |  |  |             |             |
|  | Saltillo        | 3               | Tampico | 4 |                 |                 |  |  |             |             |
|  |                 |                 | Tampico | 4 |                 |                 |  |  |             |             |
|  |                 | Córdoba         | 1       |   |                 |                 |  |  |             |             |
|  | Jalisco         | Córdoba         | 1       | 3 |                 |                 |  |  |             |             |
|  | Jalisco         |                 |         | 3 |                 |                 |  |  |             |             |
|  | Córdoba         | 4               |         |   |                 |                 |  |  |             |             |
|  | Córdoba         | 4               | Córdoba | 4 |                 |                 |  |  |             |             |
|  | Zona Sur        |                 | Córdoba | 4 |                 |                 |  |  |             |             |
|  |                 | México          | 3       |   |                 |                 |  |  |             |             |
|  | México          | México          | 3       | 4 |                 |                 |  |  |             |             |
|  | México          |                 |         | 4 |                 |                 |  |  |             |             |
|  | Puebla          | 2               |         |   |                 |                 |  |  |             |             |
|  | Puebla          | 2               |         |   |                 |                 |  |  |             |             |

## Designaciones
Se designó como novato del año a Juan Martínez  de los Sultanes de Monterrey.

## Acontecimientos relevantes
- 1 de mayo: Horacio "El Ejote" Piña de los Rieleros de Aguascalientes le lanza le lanza juego sin hit ni carrera de 7 entradas a los Indios de Ciudad Juárez, en un partido disputado en Ciudad Juárez, Chihuahua y que terminó con marcador de 1-0.
- 20 de mayo: Roger Hambright de los Indios de Ciudad Juárez le lanza juego sin hit ni carrera de 7 entradas a los Alijadores de Tampico, en un partido disputado en Tampico, Tamaulipas y que terminó con marcador de 4-0.
- 8 de junio: Tom Miali de los Mineros de Coahuila le lanza juego sin hit ni carrera de 7 entradas a los Dorados de Chihuahua, en un partido disputado en Chihuahua, Chihuahua y que terminó con marcador de 1-0.
- 21 de junio: Héctor Valenzuela de los Mineros de Coahuila le lanza juego sin hit ni carrera de 9 entradas a los Alijadores de Tampico, en un partido disputado en Tampico, Tamaulipas y que terminó con marcador de 3-0.